# Crypteria claripennis
Crypteria claripennis är en tvåvingeart som först beskrevs av Enrico Adelelmo Brunetti 1913.  Crypteria claripennis ingår i släktet Crypteria och familjen småharkrankar. Inga underarter finns listade i Catalogue of Life.